# Tiziano Polenghi
Tiziano Polenghi (Vizzolo Predabissi, 26 settembre 1978) è un allenatore di calcio ed ex calciatore italiano, di ruolo difensore, tecnico della formazione Under-17 dell'Inter.

## Biografia
Il 27 luglio 2015 consegue la laurea in scienze motorie presso l'Università San Raffaele di Milano con la votazione di 110/110 con lode, discutendo la tesi dal titolo "Il calcio femminile e le sue peculiarità: analisi dei traumatismi femminili maggiori e delle linee di prevenzione". Sempre piu sporadiche le sue presenze nella ridente Cogoleto.

## Carriera

### Club
Muove i primi passi nel Castel di Sangro, esordendo in C1 all'età di vent'anni. Dal 1999 al 2004 difende i colori del Novara, trasferendosi poi alla Salernitana nel gennaio 2005. Ceduto in estate al Lecce, debutta in Serie A il 27 agosto 2005 nell'incontro perso dai salentini con il Livorno. Dopo quattro stagioni con la formazione giallorossa, due delle quali in Serie B, nel 2009 viene acquistato dal Sassuolo, militandovi per un biennio.
Il 29 agosto 2011 viene ufficializzato il suo tesseramento da parte della Cremonese, dove sfiora la serie B ma disputa una stagione al di sotto delle attese.
Il 27 agosto 2012 viene ufficializzato l'ingaggio del calciatore da parte del Monza dove diventa punto di riferimento della difesa brianzola. Il 13 marzo 2013 trova la prima rete in biancorosso nella partita contro il Casale. Dopo i 2 anni trascorsi in Brianza dove sul campo ha ottenuto 2 promozioni e una finale di coppa Italia a seguito delle vicende societarie non rinnova il suo contratto.
Il 24 ottobre 2014 firma con il Santarcangelo, ma dopo sole 4 presenze il 28 gennaio 2015 passa alla Giana Erminio dove contribuisce in maniera fondamentale alla storica salvezza della compagine di Gorgonzola.Il 16 giugno 2015 rinnova per un altro anno col club lombardo. Leader indiscusso e vero e proprio allenatore in campo il 24 aprile 2016 dopo la vittoria per 2 a 0 sul campo del Padova centra la seconda salvezza consecutiva con tre giornate di anticipo. Il 24 maggio 2016 la società di Oreste Bamonte comunica, sul proprio sito ufficiale, l'intenzione di non rinnovare il contratto all'esperto difensore, che chiude in questo modo la propria esperienza in Lega Pro con l'11 gorgonzolese.
Il 29 giugno 2016 annuncia il ritiro dal calcio giocato con un messaggio sul proprio profilo Facebook, esprimendo il desiderio di dedicarsi alla professione di allenatore.
In carriera ha totalizzato complessivamente 33 presenze in Serie A e 123 presenze e 9 reti in serie B.

### Allenatore
Nel luglio 2016 diventa il nuovo allenatore della formazione Berretti dell'Inter, in coppia con Gianmario Corti. Nel luglio 2017 entra nello staff tecnico della Primavera come collaboratore di Stefano Vecchi. Il 7 settembre 2017 riceve presso il Centro Tecnico Federale di Coverciano l'abilitazione UEFA A superando l'esame con il massimo dei voti 110/110.
Nella stagione 2019-2020 viene promosso a vice allenatore della Primavera, affiancando Armando Madonna. Nella stagione seguente diventa il tecnico della formazione Under-16 nerazzurra. Nella stagione 2021-22 passa ad allenare la formazione Under-17..
Nell'ottobre del 2022 consegue la licenza UEFA Pro, il massimo livello formativo per un allenatore.. La sua tesi intitolata "Le intermittenze del desiderio. Spiegazione e analisi semiotica dell'azione calcistica", è stata ritenuta dalla commissione d'esame come uno dei lavori più meritori tanto che il Settore Tecnico della FIGC ha deciso di pubblicarla sul proprio sito ufficiale.

## Statistiche

### Presenze e reti nei club
| Stagione             | Squadra              | Campionato           | Campionato | Campionato | Coppe nazionali | Coppe nazionali | Coppe nazionali | Coppe continentali | Coppe continentali | Coppe continentali | Altre coppe | Altre coppe | Altre coppe | Totale | Totale |
| Stagione             | Squadra              | Comp                 | Pres       | Reti       | Comp            | Pres            | Reti            | Comp               | Pres               | Reti               | Comp        | Pres        | Reti        | Pres   | Reti   |
| -------------------- | -------------------- | -------------------- | ---------- | ---------- | --------------- | --------------- | --------------- | ------------------ | ------------------ | ------------------ | ----------- | ----------- | ----------- | ------ | ------ |
| 1998-1999            | Castel di Sangro     | C1                   | 9          | 0          | CI              | 1               | 0               | -                  | -                  | -                  | -           | -           | -           | 10     | 0      |
| 1999-2000            | Novara               | C2                   | 21+1       | 1          | CI              | 0               | 0               | -                  | -                  | -                  | -           | -           | -           | 22     | 1      |
| 2000-2001            | Novara               | C2                   | 24+2       | 1+2        | CI              | 0               | 0               | -                  | -                  | -                  | -           | -           | -           | 26     | 3      |
| 2001-2002            | Novara               | C2                   | 25+2       | 0          | CI              | 0               | 0               | -                  | -                  | -                  | -           | -           | -           | 27     | 0      |
| 2002-2003            | Novara               | C2                   | 24+3       | 1          | CI              | 0               | 0               | -                  | -                  | -                  | -           | -           | -           | 27     | 1      |
| 2003-2004            | Novara               | C1                   | 29         | 3          | CI              | 0               | 0               | -                  | -                  | -                  | -           | -           | -           | 29     | 3      |
| 2004-gen. 2005       | Novara               | C1                   | 17         | 2          | CI              | 0               | 0               | -                  | -                  | -                  | -           | -           | -           | 17     | 2      |
| Totale Novara        | Totale Novara        | Totale Novara        | 140+8      | 8+2        |                 | 0               | 0               |                    | -                  | -                  |             | -           | -           | 148    | 10     |
| 2004-2005            | Salernitana          | B                    | 18         | 2          | CI              | 0               | 0               | -                  | -                  | -                  | -           | -           | -           | 18     | 2      |
| 2005-2006            | Lecce                | A                    | 7          | 0          | CI              | 1               | 0               | -                  | -                  | -                  | -           | -           | -           | 8      | 0      |
| 2006-2007            | Lecce                | B                    | 31         | 4          | CI              | 1               | 0               | -                  | -                  | -                  | -           | -           | -           | 35     | 4      |
| 2007-2008            | Lecce                | B                    | 20+4       | 1          | CI              | 1               | 0               | -                  | -                  | -                  | -           | -           | -           | 25     | 1      |
| 2008-2009            | Lecce                | A                    | 26         | 0          | CI              | 1               | 0               | -                  | -                  | -                  | -           | -           | -           | 27     | 0      |
| ago. 2009            | Lecce                | B                    | 2          | 0          | CI              | 0               | 0               | -                  | -                  | -                  | -           | -           | -           | 2      | 0      |
| Totale Lecce         | Totale Lecce         | Totale Lecce         | 86+4       | 5          |                 | 4               | 0               |                    | -                  | -                  |             | -           | -           | 94     | 5      |
| ago. 2009-2010       | Sassuolo             | B                    | 32+1       | 2          | CI              | 1               | 0               | -                  | -                  | -                  | -           | -           | -           | 34     | 2      |
| 2010-2011            | Sassuolo             | B                    | 20         | 0          | CI              | 2               | 0               | -                  | -                  | -                  | -           | -           | -           | 22     | 0      |
| Totale Sassuolo      | Totale Sassuolo      | Totale Sassuolo      | 52+1       | 2          |                 | 3               | 0               |                    | -                  | -                  |             | -           | -           | 56     | 2      |
| 2011-2012            | Cremonese            | 1D                   | 21+2       | 0          | CI-LP           | 0               | 0               | -                  | -                  | -                  | -           | -           | -           | 23     | 0      |
| 2012-2013            | Monza                | 2D                   | 28+2       | 1          | CI-LP           | -               | -               | -                  | -                  | -                  | -           | -           | -           | 30     | 1      |
| 2013-2014            | Monza                | 2D                   | 23         | 0          | CI+CI-LP        | 0+2             | 0               | -                  | -                  | -                  | -           | -           | -           | 26     | 0      |
| Totale Monza         | Totale Monza         | Totale Monza         | 51+2       | 1          |                 | 2               | 0               |                    | -                  | -                  |             | -           | -           | 55     | 1      |
| ott. 2014-gen. 2015  | Santarcangelo        | LP                   | 4          | 0          | CI+CI-LP        | -               | -               | -                  | -                  | -                  | -           | -           | -           | 4      | 0      |
| gen.-giu. 2015       | Giana Erminio        | LP                   | 13         | 0          | CI-LP           | -               | -               | -                  | -                  | -                  | -           | -           | -           | 13     | 0      |
| 2015-2016            | Giana Erminio        | LP                   | 26         | 0          | CI-LP           | 2               | 0               | -                  | -                  | -                  | -           | -           | -           | 28     | 0      |
| Totale Giana Erminio | Totale Giana Erminio | Totale Giana Erminio | 39         | 0          |                 | 2               | 0               |                    | -                  | -                  |             | -           | -           | 41     | 0      |
| Totale carriera      | Totale carriera      | Totale carriera      | 420+17     | 18+2       |                 | 12              | 0               |                    | -                  | -                  |             | -           | -           | 449    | 20     |